# Château Fort
Pour l’article homonyme, voir Château fort.
Le Château Fort est un cône adventif du piton de la Fournaise, le volcan actif de l'île de La Réunion, dans le sud-ouest de l'océan Indien. Situé au fond de l'Enclos Fouqué au pied du cône principal du massif de la Fournaise, dont le sommet se trouve au nord-nord-ouest, il relève du territoire communal de Saint-Philippe. Atteignant une altitude de 2 022 mètres, il s'est formé durant une éruption volcanique en 1948. L'éruption du piton de la Fournaise débutée le 14 octobre 2010 s'est manifestée à ses pieds avec l'apparition d'une coulée de lave.